# Zalmoxis Peak
Der Zalmoxis Peak (englisch; bulgarisch връх Залмоксис wrach Salmoksis) ist ein 2500 m hoher und Berg im Bearskin Ridge auf der Ostseite der Sentinel Range im Ellsworthgebirge des westantarktischen Ellsworthlands. Er ragt 2,95 km nordöstlich des Mount Bearskin, 7,9 km südlich des Mount Jumper und 8,8 km westsüdwestlich des Mamarchev Peak auf. Der Patton-Gletscher liegt nordwestlich, der Crosswell-Gletscher südöstlich von ihm.
US-amerikanische Wissenschaftler kartierten ihn 1988. Die bulgarische Kommission für Antarktische Geographische Namen benannte ihn 2012 nach der thrakischen Gottheit Zalmoxis.